# Pastel de Madeira

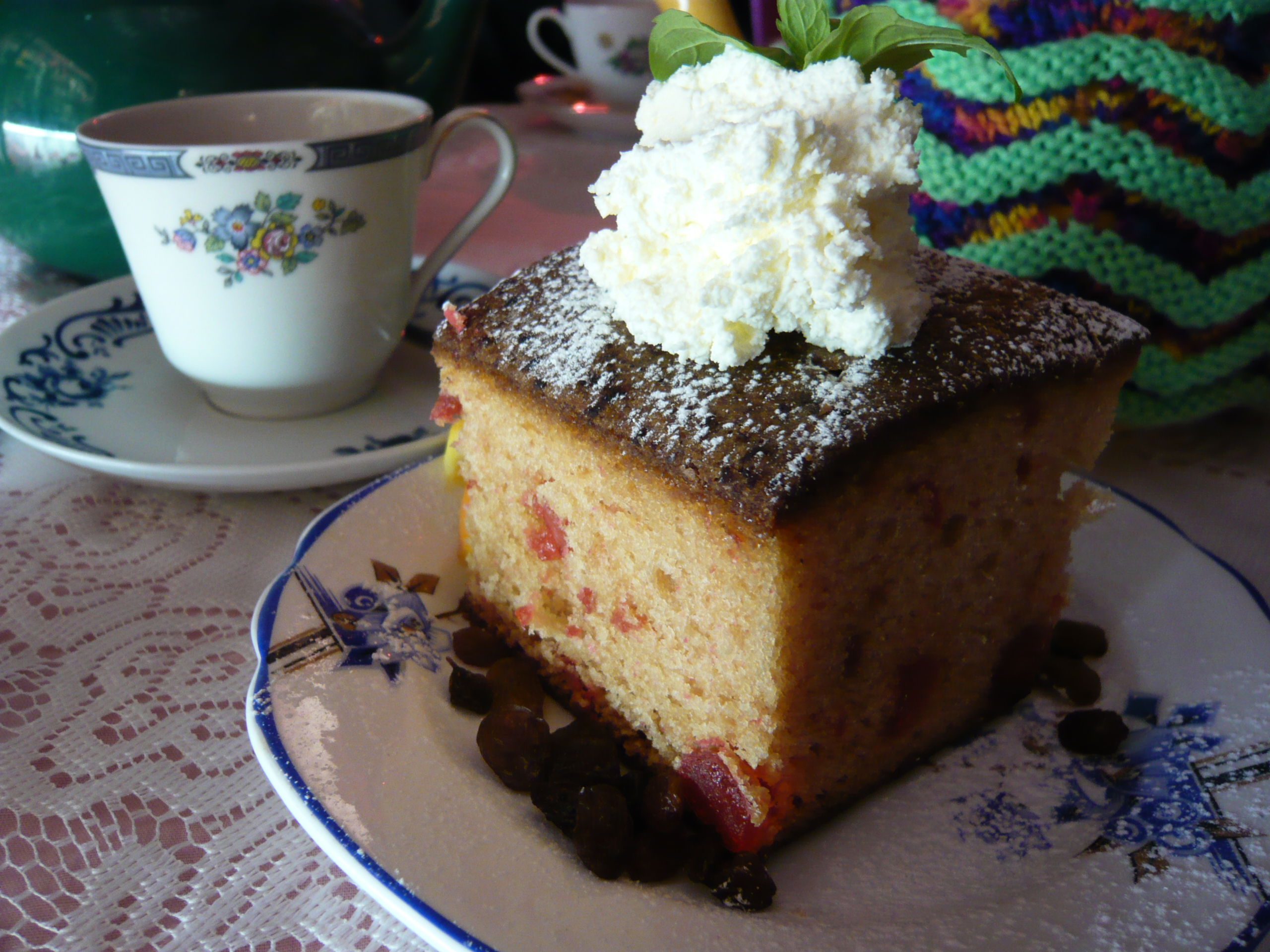
Pastel de Madeira de cereza.

El pastel de Madeira (en portugués bolo inglês, literalmente ‘pastel inglés’) es un popular tipo tradicional pastel inglés.
El pastel de Madeira también es un popular plato tradicional inglés. Es un pastel ligero, de forma rectangular y con la apariencia de una rebanada pequeña. Se servía a menudo tradicionalmente (siglo XIX) con vino de Madeira, pero actualmente es más común servirlo con té. El vino de Madeira puede a veces añadirse al pastel durante el horneado.
A menudo se cree que procede de las islas Madeira, pero sin embargo no es así. El pastel de Madeira recibe su nombre por el vino, que lo acompañaba.
El pastel de Madeira es una elección popular para la tarta de bodas. Con una textura más firme que el bizcocho Victoria, es más adecuado para cubrirse con glaseado de pasta de azúcar. También es una buena elección para los pasteles esculpidos.